# Кишково (гмина)
Кишково (пол. Kiszkowo) — сельская гмина (волость) в Польше, входит как административная единица в Гнезненский повет, Великопольское воеводство. Население — 5315 человек (на 2004 год).

## Сельские округа
1. Берково
2. Хажево
3. Домбрувка-Косцельна
4. Гневково
5. Глембоке
6. Имёлки
7. Карчевко
8. Кишково — административный центр гмины.
9. Лагевники-Косцельне
10. Лубовички
11. Мышки
12. Олекшин
13. Поля-Ледницке — образовано 1 января 2013 года[1].
14. Рыбно
15. Рыбенец
16. Скшетушево
17. Славно
18. Срочин
19. Туростово
20. Туростувко
21. Уязд
22. Венгожево

## Прочие поселения
1. Брудзевко
2. Дармошево
3. Камёнек
4. Карчево
5. Лубовице
6. Воля-Лагевницка

## Соседние гмины
1. Гмина Клецко
2. Гмина Лубово
3. Гмина Мурована-Гослина
4. Гмина Победзиска
5. Гмина Скоки